# Вишнівська селищна рада
Вишні́вська се́лищна ра́да — адміністративно-територіальна одиниця та орган місцевого самоврядування в Кам'янському районі Дніпропетровської області. Адміністративний центр — селище Вишневе.

## Загальні відомості
- Населення ради: 3 730 осіб (станом на 2025 рік)

## Населені пункти
Селищній раді підпорядковані населені пункти:
- с-ще Вишневе
- с. Лозуватка
- с. Ликошине
- с. Терно-Лозуватка
- с. Іванівка
- с. Червоний Яр
- с. Байківка
- с. Кулябкине
- с. Новоукраїнка

## Склад ради
Рада складається з 14 депутатів та голови.
- Голова ради: Колєснік Олександр Васильович
- Секретар ради: Федан Світлана Миколаївна

### Депутати
За результатами місцевих виборів 2016 року депутатами ради стали:
| № п/п | Округ | ПІП                                | Дата обрання |
| 1.    | № 1   | Холодецька Інна Олексіївна         | 18.12.2016   |
| 2.    | № 2   | Склала повноваження                | 18.12.2016   |
| 3.    | № 3   | Білоус Наталія Василівна           | 18.12.2016   |
| 4.    | № 4   | Фасто Клавдія Іванівна             | 18.12.2016   |
| 5.    | № 5   | Мовчан Леонід Миколайович          | 18.12.2016   |
| 6.    | № 6   | Авраменко Світлана Володимирівна   | 18.12.2016   |
| 7.    | № 7   | Пруненко Віталій Миколайович       | 18.12.2016   |
| 8.    | № 8   | Троцько Юрій Вікторович            | 18.12.2016   |
| 9.    | № 9   | Сухина Олександр Іванович          | 18.12.2016   |
| 10.   | № 10  | Нікітченко Андрій Іванович         | 18.12.2016   |
| 11.   | № 11  | Цуркан В`ячеслав Леонідович        | 18.12.2016   |
| 12.   | № 12  | Мартиненко Володимир Володимирович | 18.12.2016   |
| 13.   | № 13  | Ревенко Василь Анатолійович        | 18.12.2016   |
| 14.   | № 14  | Кушнір Іван Іванович               | 18.12.2016   |